# Província de Maramureș
La província de Maramureș (IPA: [ma.ra.'mu.reʃ], hongarès: Máramaros) és un județ, una divisió administrativa de Romania, a la regió de Transsilvània. La capital és Baia Mare.

## Límits
- Província de Suceava a l'est.
- Província de Satu Mare a l'oest.
- Ucraïna al nord - óblast d'Ivano-Frankivsk i Transcarpàcia.
- Província de Sălaj, província de Cluj i província de Bistriţa-Năsăud al sud.

## Demografia
En 2011, la província té una població de 461.290 habitants i una densitat de població de 81 h/km².
- Romanesos - 82,02% (o 418.405)[1]
- Hongaresos - 9,07% (o 46.300)
- Ucraïnesos - 6,67% (o 34.027)
- Gitanos - 1,74% (o 8.913)
- Alemanys ètnics - 0,39% (o 2.012), i altres.

| Any  | Població |
| ---- | -------- |
| 1948 | 321.287  |
| 1956 | 367.114  |
| 1966 | 427.645  |
| 1977 | 492.860  |
| 1992 | 540.099  |
| 2002 | 510.110  |

## Divisió Administrativa
La província té 2 municipalitats, 6 ciutats, i 62 comunes.

### Municipalitats
- Baia Mare - capital; població: 149.735
- Sighetu Marmației

### Ciutats
- Baia Sprie
- Borșa
- Cavnic
- Seini
- Târgu Lăpuș
- Tăuții-Măgherăuș
- Vișeu de Sus

### Comunes
| - Ardusat - Ariniş - Asuaju de Sus - Băiţa de sub Codru - Băiuţ - Bârsana - Băseşti - Bicaz - Bistra - Bocicoiu Mare - Bogdan Vodă - Boiu Mare - Botiza - Budeşti | - Călineşti - Câmpulung la Tisa - Cerneşti - Cicârlău - Coaş - Coltău - Copalnic-Mănăştur - Coroieni - Cupşeni - Deseşti - Dragomireşti - Dumbrăviţa - Fărcaşa - Gârdani | - Giuleşti - Groşi - Groşii Ţibleşului - Ieud - Lăpuş - Leordina - Mireşu Mare - Moisei - Oarţa de Jos - Ocna Şugatag - Onceşti - Petrova - Poienile de sub Munte - Poienile Izei | - Recea - Remetea Chioarului - Remeţi - Repedea - Rona de Jos - Rona de Sus - Rozavlea - Ruscova - Săcălăşeni - Săcel - Săliştea de Sus - Sălsig - Săpânța - Sarasău | - Satulung - Şieu - Şişeşti - Șomcuta Mare - Strâmtura - Suciu de Sus - Tăuţii-Măgherăuş - Ulmeni - Vadu Izei - Valea Chioarului - Vima Mică - Vişeu de Jos |